# HRP-4C

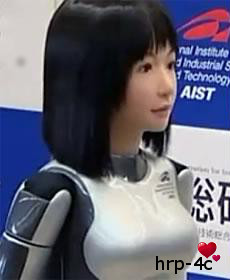
HRP-4C AIST's Humanoid girl robot

HRP-4C es un robot humanoide, creado por el Instituto Nacional de Tecnología y Ciencia Industrial Avanzada (産業技術総合研究所 Sangyō Gijutsu Sōgō Kenkyū-jo?) de Tokio, también conocido por como AIST, y presentado al público el 16 de marzo de 2009.
Por su fisonomía femenina puede ser considerada como una ginoide. Su altura es de 158 cm y pesa 43 kg incluyendo la batería. Su inteligencia artificial le permite el reconocimiento del habla, contando también con la capacidad de síntesis del habla. Las dimensiones de su cuerpo han sido tomadas de una media de mujeres japonesas, y se desplaza mediante 30 motores, siendo capaz de adoptar poses. El rostro cuenta con ocho motores propios para modificar la expresión de la silicona que lo cubre, siendo capaz de gesticular y mostrar varias emociones.